# Gnome et Rhône Junior
Pour les articles homonymes, voir Junior.
La Gnome et Rhône Junior est une moto de 250 cm3 du constructeur français Gnome et Rhône produite de 1934 à 1939.

## Conception
La Gnome et Rhône Junior est équipée d'un moteur monocylindre 62 × 80 mm. Il développe 8 ch et permet à la moto, d'un poids à vide de 110 kg, d'atteindre 80 km/h. Le moteur consomme 3 l au 100 km tandis que le réservoir a une capacité de 9 l.
À partir de 1935, la Junior reçoit un cadre en tôle d'acier emboutie, innovation également présente sur la Major ou la 750 X.
La Junior est présentée aux Mines le 6 décembre 1933 et produite de 1934 à 1939. Après le déclenchement de la Seconde Guerre mondiale, l'Armée française réquisitionne des Junior civiles pour des missions de liaison.